# Land Brandenburg (1947–1952)

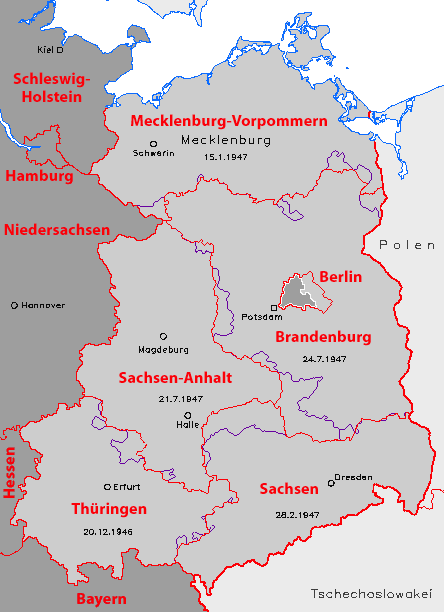
Vergleich der Ländergrenzen von 1947 (violett) und 1990 (rot); das Land Berlin umfasst seit 1990 das Gebiet Groß-Berlins

Das Land Brandenburg (anfangs Land Mark Brandenburg) ging 1947 in der Sowjetischen Besatzungszone (SBZ) infolge der Auflösung Preußens aus der Provinz Mark Brandenburg hervor. Durch die Gründung der Deutschen Demokratischen Republik (DDR) wurde es 1949 in Deutschland zu einem der fünf Länder der DDR. Im Zuge der Verwaltungsreform von 1952 wurden die Landesbehörden aufgelöst und ihre Befugnisse auf neu geschaffene Bezirke der DDR übertragen. Das Land Brandenburg war damit seiner Verwaltungsfunktionen enthoben. Faktisch hörte es spätestens mit einer Änderung der Verfassung der DDR zur Abschaffung der Länderkammer im Jahr 1958 auf zu bestehen. In der neuen Verfassung der DDR von 1968 wurden die Länder schließlich nicht mehr erwähnt. Das mit der Deutschen Wiedervereinigung am 3. Oktober 1990 neu errichtete Land Brandenburg der Bundesrepublik Deutschland deckt sich weitgehend mit dem Gebiet des alten Landes Brandenburg zwischen 1947 und 1952.

## Geschichte
Die Gesetzgebung oblag dem Landtag Brandenburg, der erstmals am 20. Oktober 1946 als Volksvertretung für die Provinz Mark Brandenburg gewählt worden war. Am 6. Dezember 1946 wurden die Befugnisse der Provinzialverwaltung durch ihren Präsidenten auf den Landtag übertragen, der am selben Tag Karl Steinhoff (SED) zum ersten Ministerpräsidenten Brandenburgs wählte. Am 6. Februar 1947 trat die vom Landtag beschlossene Verfassung des neuen Landes Mark Brandenburg in Kraft. Damit war die Umgestaltung der Provinz in ein Land abgeschlossen. Der Freistaat Preußen wurde kurz darauf am 25. Februar 1947 durch das Kontrollratsgesetz Nr. 46 aufgelöst. Mit Befehl vom 21. Juni 1947 ordnete die Sowjetische Militäradministration in Deutschland die Umbenennung des Landes Mark Brandenburg in Land Brandenburg an. Karl Steinhoff blieb Ministerpräsident bis 1949. Auf ihn folgte von 1949 bis 1952 Rudolf Jahn (SED) als zweiter und letzter Ministerpräsident. 1950 wurde letztmals ein neuer Landtag gewählt. Die Kandidaten wurden dabei auf Einheitslisten der Nationalen Front aufgestellt.
Auf dem Gebiet des Landes Brandenburg wurden 1952 im Wesentlichen die drei Bezirke Cottbus, Frankfurt (Oder) und Potsdam als neue mittlere Verwaltungsebene der DDR eingerichtet. Der neue Kreis Perleberg fiel an den Bezirk Schwerin, die neuen Kreise Prenzlau und Templin kamen an den Bezirk Neubrandenburg. Das mit der Deutschen Wiedervereinigung am 3. Oktober 1990 neu errichtete Land Brandenburg der Bundesrepublik Deutschland deckt sich weitgehend mit dem Gebiet des alten Landes Brandenburg zwischen 1947 und 1952.

## Verwaltungsgliederung

### Kreisfreie Städte
1. Brandenburg (Havel)
2. Cottbus (1950 Eingliederung in den Landkreis Cottbus)
3. Eberswalde (1950 Eingliederung in den Landkreis Oberbarnim)
4. Forst (1950 Eingliederung in den Landkreis Cottbus)
5. Frankfurt (Oder) (1950 Eingliederung in den Landkreis Frankfurt (Oder))
6. Guben (1950 Eingliederung in den Landkreis Cottbus)
7. Potsdam
8. Rathenow (1950 Eingliederung in den Landkreis Westhavelland)
9. Wittenberge (1950 Eingliederung in den Landkreis Westprignitz)

### Landkreise
1. Landkreis Angermünde
2. Landkreis Beeskow-Storkow (ab 1950 Landkreis Fürstenwalde)
3. Landkreis Calau (ab 1950 Landkreis Senftenberg)
4. Landkreis Cottbus
5. Landkreis Frankfurt (Oder) (ab 1950)
6. Landkreis Guben (bis 1950)
7. Landkreis Lebus (ab 1950 Landkreis Seelow)
8. Landkreis Lübben (Spreewald)
9. Landkreis Luckau
10. Landkreis Luckenwalde
11. Landkreis Niederbarnim
12. Landkreis Oberbarnim
13. Landkreis Osthavelland
14. Landkreis Ostprignitz
15. Landkreis Prenzlau
16. Landkreis Ruppin
17. Landkreis Spremberg (Lausitz)
18. Landkreis Teltow
19. Landkreis Templin
20. Landkreis Westhavelland
21. Landkreis Westprignitz
22. Landkreis Zauch-Belzig